# فرانسوا اریتیه
فرانسوا اریتیه (انگلیسی: Françoise Héritier۱۵ نوامبر ۱۹۳۳ – ۱۵ نوامبر ۲۰۱۷)) انسان‌شناس و مردم‌شناس سرشناس اهل فرانسه، یک مردم‌شناس و فمینیست بود. او جانشین کلود لوی-استروس در کالج فرانسه (رئیس مطالعات تطبیقی انجمن‌های آفریقا از سال ۱۹۸۲ تا ۱۹۸۸ استاد بازنشسته دانشگاه) بود. کار او عمدتاً با نظریه پیوستگی و ممنوعیت زنای با محارم (هر دو نظریه بر مبنای مفهوم مبادله زنان در جامعه) به کار رفته‌است. علاوه بر لوی استروس، او نیز تحت تأثیر آلفرد رادکلیف براون قرار داشت. اریتیه با فیلیپ دسکولا که هم‌اکنون رئیس آزمایشگاه انسان‌شناسی اجتماعی کالج فرانسه و جانشین کلود لوی استروس است، جابجاشد.

## زندگی‌نامه
فرانسوا اریتیه انسان‌شناس فرانسوی، بخشی از جنبش ساختارگرایی بود. او به خاطر آثارش در زمینه تئوری همبستگی و ممنوعیت زنا با محارم برمبنای مفهوم گردش زنان درجامعه شناخته می‌شود. او در کتاب خود مرد/ زن اشاره دارد که تمایز بین زنانگی و مردانگی جهانی است و در همه جا وجود دارد؛ و این که مردان همیشه از زنان برتر هستند. با این حال در کتاب خود «مردان، زنان، و خشونت» با ارائه نمونه‌های متعدد، تفکر سلسله مراتبی در مورد مردان و زنان را یک ساختار فرهنگی دانسته که به همین دلیل باید بازنگری شود. او این مفهوم را «اختلاف دیفرانسیل جنسها» نامیده‌است. او این مفهوم را «اختلاف دیفرانسیل جنسها» نامیده‌است. او واژه سلطه مردانه را که توسط پیر بوردیو و موریس گودولیه مورد استفاده قرار گرفته‌است، ترجیح می‌داد.

## جوایز
فرانسوا اریتیه همچنین برندهٔ جوایزی همچون لژیون دونور (افسر بزرگ) شده‌است.

## آثار
- Françoise Héritier, The Sweetness of Life, Penguin, 2014.
- Françoise Héritier, Two Sisters and Their Mother: The Anthropology of Incest, MIT press, 2000
- François Héritier, Masculin Féminin II: Dissoudre la hiérarchie, Odile Jacob, 2002 - paper edition
- François Héritier, Masculin/Féminin: La pensée de la différence, Odile Jacob, 1996 - paper edition
- François Héritier, Au gré des jours, Odile Jacob, 2017 - paper edition; Prix Femina 2017[۵]